# Escárcega
Escárcega är en ort i Mexiko.   Den ligger i kommunen Escárcega och delstaten Campeche, i den östra delen av landet, 900 km öster om huvudstaden Mexico City. Escárcega ligger 83 meter över havet och antalet invånare är 28 159.
Terrängen runt Escárcega är platt. Runt Escárcega är det glesbefolkat, med 11 invånare per kvadratkilometer. Escárcega är det största samhället i trakten. I omgivningarna runt Escárcega växer i huvudsak städsegrön lövskog.